# 中田正彥
中田正彥（日语：／ Nakada Masahiko，1969年3月14日—），日本男性動畫師、人物設計師。WHITE FOX所屬。出身於東京都。

## 來歷、人物
在木匠工作室工作了大約兩年後，他暫時離開了動畫產業。復出後，他被木匠工作室時的同事邀請加入SHAFT，後來又轉到Studio Cockpit。
他幾乎參與了以前OLM製作人、現任WHITE FOX代表岩佐岳為首的「OLM TEAM IWASA」的所有作品，並在《神秘智慧石》裡首次負責人物設定。即使在岩佐獨立成立WHITE FOX之後，他也參與了大部分作品。

## 參加作品

### 電視動畫
1997年
- 神奇寶貝（—2002年，原畫）

1998年
- 聖路美娜女學院（日语：聖ルミナス女学院）（原畫）

2000年
- 純情房東俏房客（作畫監督、原畫）

2001年
- 漫畫派對（作畫監督、原畫）
- 妙妙魔法屋（—2003年，作畫監督）

2002年
- 妙妙魔法屋2（—2003年，作畫監督）

2003年
- 神秘智慧石（—2004年，人物設定、總作畫監督）
- 妙妙魔法屋3（作畫監督）

2004年
- 阿嘉莎·克莉絲蒂的名偵探白羅與瑪波（作畫監督）

2006年
- 受讚頌者（人物設定、作畫監督）
- Gift eternal rainbow（作畫監督）
- 超級機器人大戰 -Divine Wars-（日语：スーパーロボット大戦OG -ディバイン・ウォーズ-）（—2007年，原畫）

2007年
- 藍蘭島漂流記（作畫監督）

2008年
- 王牌投手 振臂高揮（原畫）

2009年
- 花冠之淚（人物設定、總作畫監督、作畫監督、原畫）

2010年
- 刀語（作畫監督、原畫、OP原畫、ED原畫）

2011年
- 塔麻可吉！（原畫）
- 命運石之門（作畫監督、原畫）
- 神奇寶貝超級願望（原畫）
- 幸福光暈 ～hitotose～（原畫）

2012年
- 軍火女王（作畫監督、作監協力、原畫、第2原畫）
- 軍火女王 PERFECT ORDER（作畫監督、原畫、OP原畫）

2013年
- 打工吧！魔王大人（作畫監督、原畫）

2014年
- 超級索尼子 -SUPER SONICO THE ANIMATION-（作畫監督、原畫）
- 請問您今天要來點兔子嗎？（作畫監督）
- 斬！赤紅之瞳（作畫監督、原畫）

2015年
- 傳頌之物 虛偽的假面（人物設定、總作畫監督）

2016年
- 至高指令（原畫）
- Re:從零開始的異世界生活（作畫監督、原畫）
- 神裝少女小纏（作畫監督、原畫）

2017年
- 從零開始的魔法書（作畫監督）

2018年
- 命運石之門0（OP1原畫&作畫監督、原畫&作畫監督）
- 哥布林殺手（OP原畫&作畫監督、原畫）

2019年
- 平凡職業造就世界最強（作畫監督）
- 慎重勇者 ～這個勇者明明超TUEEE卻過度謹慎～（作畫監督）

2020年
- 〈Infinite Dendrogram〉-無盡連鎖-（人物設定[1]）

2022年
- 受讚頌者 二人的白皇（人物設定、總作畫監督）

2024年
- 戰國妖狐（作畫監督）

### 電影動畫
1998年
- 皮卡丘的歡樂假期（原畫）

### OVA
2002年
- COSPLAY症候群（原畫）

2003年
- 水色 (全年齡版)（日语：みずいろ）（OP原畫、作畫監督）

2010年
- 聲優初體驗！（OP原畫）

## 相關項目
- 日本動畫師列表（日语：アニメ関係者一覧）